# Großer Preis der Nationen (Motorrad)
Der Große Preis der Nationen für Motorräder war ein Motorrad-Rennen, das zwischen 1922 und 1990 ausgetragen wurde und von 1949 und 1990 zur Motorrad-Weltmeisterschaft zählte.

## Geschichte
Bereits 1914 und 1921 wurden in Turin Grands Prix von Italien ausgefahren. Im Jahr 1922 war der I. Gran Premio Delle Nazioni das erste große Rennen, das auf der neu errichteten Piste im Königlichen Park von Monza nördlich von Mailand ausgetragen wurde. 1924 wurde von der F.I.C.M. mit dem Großen Preis der Nationen erstmals der Große Preis von Europa veranstaltet, bei dem die Europameister des Jahres gekürt wurden. Auch 1925 wurden die Europameistertitel im Rahmen des Nationen-Grand-Prix vergeben.
Im Jahr 1932 gastierte wieder der Große Preis von Europa der F.I.C.M. beim Grand Prix der Nationen. Das Rennen wurde erstmals auf der 3,862 Kilometer langen Pista del Littorio, die sich auf dem Gelände des Flughafens Rom-Urbe befand, nördlich von Rom ausgetragen. Ab 1933 wurde das Rennen im faschistischen Italien als Großer Preis von Italien ausgetragen. Im Jahr 1935 fand kein Grand Prix statt, möglicherweise weil sich das Land wegen des Abessinienkrieges in einer außenpolitisch schwierigen Situation befand.
Ab 1936 wurde der Grand Prix wieder in Monza veranstaltet, 1938 gehörte er wieder zur erstmals aus mehreren Läufen bestehenden Motorrad-Europameisterschaft. 1939 war das Rennen für den 24. September vorgesehen gewesen, wurde aber wegen des Ausbruchs des Zweiten Weltkrieges nicht ausgetragen.
In den Jahren 1947 und 1948 fand der Grand Prix Mailand bzw. Faenza ausgetragen, da die Bahn von Monza wegen ihrer Nutzung als Militärflugplatz während des Zweiten Weltkrieges erst wieder rekonstruiert werden musste. In Anknüpfung an die traditionelle Bezeichnung erhielt das Rennen wieder den Namen Gran Premio delle Nazioni.
1949 stand der Grand Prix im Rennkalender der neu ins Leben gerufenen Motorrad-Weltmeisterschaft und wurde auf der nun wieder fast völlig hergestellten Hochgeschwindigkeitspiste von Monza ausgetragen. In den Folgejahren bildete das Rennen Anfang September zumeist den Saisonabschluss der Motorrad-WM. In den Jahren 1969 und 1972 fand der Nationen-Grand-Prix im Autodromo Enzo e Dino Ferrari von Imola statt.
Am 11. September 1954 kam Rupert Hollaus im 125-cm³-Training zum Grand Prix der Nationen bei einem Unfall ums Leben. Er stürzte in der zweiten Lesmo-Kurve und zog sich dabei einen Schädelbasisbruch zu, an dem er noch am selben Tag verstarb. Da dem 23-jährigen Österreicher der WM-Titel in der Achtelliterklasse bereits rechnerisch sicher war, wurde er der erste und bisher einzige postume Solo-Weltmeister in der Geschichte der Motorrad-Weltmeisterschaft.
Am 20. Mai 1973 kam es beim Großen Preis der Nationen in Monza zu einem der schwersten Unfälle in der Geschichte der Motorrad-Weltmeisterschaft, dessen genaue Umstände nie endgültig aufgeklärt wurden. In der ersten Runde des 250er-Laufes brach Renzo Pasolinis Motorrad, an zweiter Stelle liegend, in der Curva Grande bei ca. 220 km/h nach links aus. Der Italiener wurde in die Streckenbegrenzung geschleudert und war auf der Stelle tot. Sein Motorrad flog in hohem Bogen zurück auf die Strecke und traf Jarno Saarinen, der direkt hinter ihm lag, am Kopf. Der Finne wurde dadurch ca. 40 Meter durch die Luft geschleudert und verletzte sich beim Aufprall auf die Strecke ebenfalls tödlich. Das aus Pasolinis Motorrad austretende Benzin setzte die Strecke und die zur Sicherung angebrachten Strohballen in Brand, dennoch kamen die zwölf weiteren in den Sturz involvierten Piloten allesamt mit Knochenbrüchen, Prellungen und Schürfwunden davon. In den folgenden Stunden entbrannte ein Streit zwischen Fahrern und Rennleitung um den Start der weiteren Rennen, die schließlich abgesagt wurden. Noch am selben Abend wurde auf einer Pressekonferenz erklärt, dass Pasolini den Sturz durch einen Fahrfehler ausgelöst hätte. Sein damaliger Teamchef Gilberto Milani und eine von Sandro Colombo angefertigte Expertise gingen von einem Kolbenklemmer als Unfallursache aus. Andere Quellen führen Pasos Sturz auf die verschmutzte Strecke zurück und geben der Rennleitung die Schuld für das Unglück. Diese hatte es versäumt, im vorhergegangenen 350er-Lauf Walter Villa, der durch einen technischen Defekt an seiner Benelli die Piste mit Öl verunreinigte, aus dem Rennen zu nehmen und die Strecke in der folgenden 30-minütigen Rennpause zu säubern. Der Vorfall ging als Tragödie von Monza in die Geschichte ein.
Als Folge dieses Unglücks wurde der Nationen-Grand-Prix vorerst nicht mehr in Monza veranstaltet. Bis 1980 waren Imola, Mugello und Misano die Austragungsorte. 1981 kehrte das Rennen erstmals wieder nach Monza zurück, danach wechselten die Austragungsorte zwischen Monza, Misano, Imola und Mugello.
Im Jahr 1990 fand im Autodromo di Santamonica von Misano Adriatico der letzte Große Preis der Nationen statt. Ab 1991 trat der Große Preis von Italien an seine Stelle.

## Statistik

### Von 1922 bis 1939
(gefärbter Hintergrund = als Europameisterschafts-Lauf ausgetragen)
| Jahr | Rennen                                                        | Strecke                                               | Klasse                                                | Sieger                                                |
| ---- | ------------------------------------------------------------- | ----------------------------------------------------- | ----------------------------------------------------- | ----------------------------------------------------- |
| 1922 | 1. Großer Preis der Nationen                                  | Monza                                                 | 500 cm³                                               | Ernesto Gnesa (Garelli)                               |
| 1922 | 1. Großer Preis der Nationen                                  | Monza                                                 | 1000 cm³                                              | Amedeo Ruggeri (Harley-Davidson)                      |
|      |                                                               |                                                       |                                                       |                                                       |
| 1923 | 2. Großer Preis der Nationen                                  | Monza                                                 | 350 cm³                                               | Ernesto Gnesa (A.J.S.)                                |
| 1923 | 2. Großer Preis der Nationen                                  | Monza                                                 | 500 cm³                                               | René Gillard (Peugeot)                                |
|      |                                                               |                                                       |                                                       |                                                       |
| 1924 | 3. Großer Preis der Nationen / I. Großer Preis der F.I.C.M.   | Monza                                                 | 250 cm³                                               | Maurice van Geert (Rush-Blackburne)                   |
| 1924 | 3. Großer Preis der Nationen / I. Großer Preis der F.I.C.M.   | Monza                                                 | 350 cm³                                               | Jimmie Simpson (A.J.S.)                               |
| 1924 | 3. Großer Preis der Nationen / I. Großer Preis der F.I.C.M.   | Monza                                                 | 500 cm³                                               | Guido Mentasti (Moto Guzzi)                           |
|      |                                                               |                                                       |                                                       |                                                       |
| 1925 | 4. Großer Preis der Nationen / II. Großer Preis der F.I.C.M.  | Monza                                                 | 175 cm³                                               | Mario Vaga (Maffeis-Blackburne)                       |
| 1925 | 4. Großer Preis der Nationen / II. Großer Preis der F.I.C.M.  | Monza                                                 | 250 cm³                                               | Jock Porter (New Gerrard)                             |
| 1925 | 4. Großer Preis der Nationen / II. Großer Preis der F.I.C.M.  | Monza                                                 | 350 cm³                                               | Tazio Nuvolari (Bianchi)                              |
| 1925 | 4. Großer Preis der Nationen / II. Großer Preis der F.I.C.M.  | Monza                                                 | 500 cm³                                               | Mario Revelli di Beaumont (GR-J.A.P.)                 |
|      |                                                               |                                                       |                                                       |                                                       |
| 1926 | 5. Großer Preis der Nationen                                  | Monza                                                 | 175 cm³                                               | Gino Zanchetta (Miller Balsamo)                       |
| 1926 | 5. Großer Preis der Nationen                                  | Monza                                                 | 250 cm³                                               | Ugo Prini (Moto Guzzi)                                |
| 1926 | 5. Großer Preis der Nationen                                  | Monza                                                 | 350 cm³                                               | Tazio Nuvolari (Bianchi)                              |
| 1926 | 5. Großer Preis der Nationen                                  | Monza                                                 | 500 cm³                                               | Achille Varzi (Sunbeam)                               |
|      |                                                               |                                                       |                                                       |                                                       |
| 1927 | 6. Großer Preis der Nationen                                  | Monza                                                 | 125 cm³                                               | Alfonso Morini (MM)                                   |
| 1927 | 6. Großer Preis der Nationen                                  | Monza                                                 | 175 cm³                                               | Tonino Benelli (Benelli)                              |
| 1927 | 6. Großer Preis der Nationen                                  | Monza                                                 | 250 cm³                                               | Ugo Prini (Moto Guzzi)                                |
| 1927 | 6. Großer Preis der Nationen                                  | Monza                                                 | 350 cm³                                               | Tazio Nuvolari (Bianchi)                              |
| 1927 | 6. Großer Preis der Nationen                                  | Monza                                                 | 500 cm³                                               | Luigi Arcangeli (Sunbeam)                             |
|      |                                                               |                                                       |                                                       |                                                       |
| 1928 | 7. Großer Preis der Nationen                                  | Monza                                                 | 125 cm³                                               | Arduino Del Monte (MM)                                |
| 1928 | 7. Großer Preis der Nationen                                  | Monza                                                 | 175 cm³                                               | Arthur Geiss (DKW)                                    |
| 1928 | 7. Großer Preis der Nationen                                  | Monza                                                 | 250 cm³                                               | Mario Ghersi (Moto Guzzi)                             |
| 1928 | 7. Großer Preis der Nationen                                  | Monza                                                 | 350 cm³                                               | Tazio Nuvolari (Bianchi)                              |
| 1928 | 7. Großer Preis der Nationen                                  | Monza                                                 | 500 cm³                                               | Francesco Franconi (Sunbeam)                          |
|      |                                                               |                                                       |                                                       |                                                       |
| 1929 | 8. Großer Preis der Nationen                                  | Monza                                                 | 125 cm³                                               | Guido Landi (MM)                                      |
| 1929 | 8. Großer Preis der Nationen                                  | Monza                                                 | 175 cm³                                               | Carlo Baschieri (Benelli)                             |
| 1929 | 8. Großer Preis der Nationen                                  | Monza                                                 | 250 cm³                                               | Egidio Truzzi (Moto Guzzi)                            |
| 1929 | 8. Großer Preis der Nationen                                  | Monza                                                 | 350 cm³                                               | Amilcare Moretti (Bianchi)                            |
| 1929 | 8. Großer Preis der Nationen                                  | Monza                                                 | 500 cm³                                               | Achille Varzi (Sunbeam)                               |
|      |                                                               |                                                       |                                                       |                                                       |
| 1930 | 9. Großer Preis der Nationen                                  | Monza                                                 | 175 cm³                                               | Tonino Benelli (Benelli)                              |
| 1930 | 9. Großer Preis der Nationen                                  | Monza                                                 | 250 cm³                                               | Egidio Truzzi (Moto Guzzi)                            |
| 1930 | 9. Großer Preis der Nationen                                  | Monza                                                 | 350 cm³                                               | Mario Barsanti (Motosacoche)                          |
| 1930 | 9. Großer Preis der Nationen                                  | Monza                                                 | 500 cm³                                               | Tom Bullus (NSU)                                      |
|      |                                                               |                                                       |                                                       |                                                       |
| 1931 | 10. Großer Preis der Nationen                                 | Monza                                                 | 175 cm³                                               | Tonino Benelli (Benelli)                              |
| 1931 | 10. Großer Preis der Nationen                                 | Monza                                                 | 250 cm³                                               | Riccardo Brusi (Moto Guzzi)                           |
| 1931 | 10. Großer Preis der Nationen                                 | Monza                                                 | 350 cm³                                               | Guido Landi (Velocette)                               |
| 1931 | 10. Großer Preis der Nationen                                 | Monza                                                 | 500 cm³                                               | Freddie Hicks (A.J.S.)                                |
|      |                                                               |                                                       |                                                       |                                                       |
| 1932 | 11. Großer Preis der Nationen / IX. Großer Preis der F.I.C.M. | Rom                                                   | 175 cm³                                               | Carlo Baschieri (Benelli)                             |
| 1932 | 11. Großer Preis der Nationen / IX. Großer Preis der F.I.C.M. | Rom                                                   | 250 cm³                                               | Riccardo Brusi (Moto Guzzi)                           |
| 1932 | 11. Großer Preis der Nationen / IX. Großer Preis der F.I.C.M. | Rom                                                   | 350 cm³                                               | Louis Jeannin (Jonghi)                                |
| 1932 | 11. Großer Preis der Nationen / IX. Großer Preis der F.I.C.M. | Rom                                                   | 500 cm³                                               | Piero Taruffi (Norton)                                |
|      |                                                               |                                                       |                                                       |                                                       |
| 1933 | 1. Großer Preis von Italien / 1º Trofeo della Velocità        | Rom                                                   | 175 cm³                                               | Francesco Lama (MM)                                   |
| 1933 | 1. Großer Preis von Italien / 1º Trofeo della Velocità        | Rom                                                   | 250 cm³                                               | Riccardo Brusi (Moto Guzzi)                           |
| 1933 | 1. Großer Preis von Italien / 1º Trofeo della Velocità        | Rom                                                   | 350 cm³                                               | Aldo Pigorini (Rudge)                                 |
| 1933 | 1. Großer Preis von Italien / 1º Trofeo della Velocità        | Rom                                                   | 500 cm³                                               | Carlo Fumagalli (Miller-Python)                       |
|      |                                                               |                                                       |                                                       |                                                       |
| 1934 | 2. Großer Preis von Italien / 2º Trofeo della Velocità        | Rom                                                   | 175 cm³                                               | Amilcare Rossetti (Benelli)                           |
| 1934 | 2. Großer Preis von Italien / 2º Trofeo della Velocità        | Rom                                                   | 250 cm³                                               | Riccardo Brusi (Moto Guzzi)                           |
| 1934 | 2. Großer Preis von Italien / 2º Trofeo della Velocità        | Rom                                                   | 350 cm³                                               | Aldo Pigorini (Rudge)                                 |
| 1934 | 2. Großer Preis von Italien / 2º Trofeo della Velocità        | Rom                                                   | 500 cm³                                               | Omobono Tenni (Moto Guzzi)                            |
|      |                                                               |                                                       |                                                       |                                                       |
| 1935 | abgesagt                                                      | abgesagt                                              | abgesagt                                              | abgesagt                                              |
|      |                                                               |                                                       |                                                       |                                                       |
| 1936 | 3. Großer Preis von Italien / 3º Trofeo della Velocità        | Monza                                                 | 250 cm³                                               | Giordano Aldrighetti (Moto Guzzi)                     |
| 1936 | 3. Großer Preis von Italien / 3º Trofeo della Velocità        | Monza                                                 | 350 cm³                                               | Ragnar Sunnqvist (Husqvarna)                          |
| 1936 | 3. Großer Preis von Italien / 3º Trofeo della Velocità        | Monza                                                 | 500 cm³                                               | Omobono Tenni (Moto Guzzi)                            |
|      |                                                               |                                                       |                                                       |                                                       |
| 1937 | 4. Großer Preis von Italien / 4º Trofeo della Velocità        | Monza                                                 | 250 cm³                                               | Nello Pagani (Moto Guzzi)                             |
| 1937 | 4. Großer Preis von Italien / 4º Trofeo della Velocità        | Monza                                                 | 350 cm³                                               | Ted Mellors (Velocette)                               |
| 1937 | 4. Großer Preis von Italien / 4º Trofeo della Velocità        | Monza                                                 | 500 cm³                                               | Giordano Aldrighetti (Gilera)                         |
|      |                                                               |                                                       |                                                       |                                                       |
| 1938 | 5. Großer Preis von Italien                                   | Monza                                                 | 250 cm³                                               | Emilio Soprani (Benelli)                              |
| 1938 | 5. Großer Preis von Italien                                   | Monza                                                 | 350 cm³                                               | Ted Mellors (Velocette)                               |
| 1938 | 5. Großer Preis von Italien                                   | Monza                                                 | 500 cm³                                               | Georg Meier (BMW)                                     |
|      |                                                               |                                                       |                                                       |                                                       |
| 1939 | Wegen des Ausbruchs des Zweiten Weltkrieges abgesagt.         | Wegen des Ausbruchs des Zweiten Weltkrieges abgesagt. | Wegen des Ausbruchs des Zweiten Weltkrieges abgesagt. | Wegen des Ausbruchs des Zweiten Weltkrieges abgesagt. |

### Von 1947 bis 1948
| Jahr | Rennen                        | Strecke | Klasse                    | Sieger                     |
| ---- | ----------------------------- | ------- | ------------------------- | -------------------------- |
| 1947 |                               | Mailand | 250 cm³                   | Nino Martelli (Moto Guzzi) |
| 1947 | 500 cm³                       | Mailand | Arciso Artesiani (Gilera) |                            |
|      |                               |         |                           |                            |
| 1948 | 17. Großer Preis der Nationen | Faenza  | 125 cm³                   | Franco Bertoni (MV Agusta) |
| 1948 | 17. Großer Preis der Nationen | Faenza  | 250 cm³                   | Bruno Ruffo (Moto Guzzi)   |
| 1948 | 17. Großer Preis der Nationen | Faenza  | 500 cm³                   | Massimo Masserini (Gilera) |

### Von 1949 bis 1972
| Auflage | Jahr | Strecke | Klasse   | Sieger                           | Zweiter                           | Dritter                           | Schn. Rennrunde                                           |
| ------- | ---- | ------- | -------- | -------------------------------- | --------------------------------- | --------------------------------- | --------------------------------------------------------- |
| 27.     | 1949 | Monza   | 125 cm³  | Gianni Leoni (F.B Mondial)       | Umberto Masetti (Morini)          | Umberto Braga (F.B Mondial)       | Gianni Leoni (F.B Mondial)                                |
| 27.     | 1949 | Monza   | 250 cm³  | Dario Ambrosini (Benelli)        | Gianni Leoni (Moto Guzzi)         | Umberto Masetti (Benelli)         | Dario Ambrosini (Benelli)                                 |
| 27.     | 1949 | Monza   | 500 cm³  | Nello Pagani (Gilera)            | Arciso Artesiani (Gilera)         | William Doran (A.J.S.)            | Nello Pagani (Gilera)                                     |
| 27.     | 1949 | Monza   | Gespanne | Frigerio / Dobelli (Gilera)      | Vanderschrick / Whitney (Norton)  | Milani / Ricotti (Gilera)         | Oliver / Jenkinson (Norton)                               |
|         |      |         |          |                                  |                                   |                                   |                                                           |
| 28.     | 1950 | Monza   | 125 cm³  | Gianni Leoni (F.B Mondial)       | Carlo Ubbiali (F.B Mondial)       | Luigi Zinzani (Morini)            | Carlo Ubbiali (F.B Mondial)                               |
| 28.     | 1950 | Monza   | 250 cm³  | Dario Ambrosini (Benelli)        | Fergus Anderson (Moto Guzzi)      | Bruno Francisci (Benelli)         | Dario Ambrosini (Benelli)                                 |
| 28.     | 1950 | Monza   | 350 cm³  | Geoff Duke (Norton)              | Leslie Graham (A.J.S.)            | Eric Hinton (Norton)              | Eric Hinton (Norton)                                      |
| 28.     | 1950 | Monza   | 500 cm³  | Geoff Duke (Norton)              | Umberto Masetti (Gilera)          | Arciso Artesiani (MV Agusta)      | Umberto Masetti (Gilera)                                  |
| 28.     | 1950 | Monza   | Gespanne | Oliver / Dobelli (Norton)        | Frigerio / Ricotti (Gilera)       | Haldemann / Albisser (Norton)     | Oliver / Dobelli (Norton) und Frigerio / Ricotti (Gilera) |
|         |      |         |          |                                  |                                   |                                   |                                                           |
| 29.     | 1951 | Monza   | 125 cm³  | Carlo Ubbiali (F.B Mondial)      | Romolo Ferri (F.B Mondial)        | Luigi Zinzani (Morini)            | Carlo Ubbiali (F.B Mondial)                               |
| 29.     | 1951 | Monza   | 250 cm³  | Enrico Lorenzetti (Moto Guzzi)   | Tommy Wood (Moto Guzzi)           | Bruno Ruffo (Moto Guzzi)          | Bruno Ruffo (Moto Guzzi)                                  |
| 29.     | 1951 | Monza   | 350 cm³  | Geoff Duke (Norton)              | Ken Kavanagh (Norton)             | Jack Brett (Norton)               | Geoff Duke (Norton)                                       |
| 29.     | 1951 | Monza   | 500 cm³  | Alfredo Milani (Gilera)          | Umberto Masetti (Gilera)          | Nello Pagani (Gilera)             | Alfredo Milani (Gilera)                                   |
| 29.     | 1951 | Monza   | Gespanne | Milani / Pizzocri (Gilera)       | Oliver / Dobelli (Norton)         | Harris / Smith (Norton)           | Oliver / Dobelli (Norton)                                 |
|         |      |         |          |                                  |                                   |                                   |                                                           |
| 30.     | 1952 | Monza   | 125 cm³  | Emilio Mendogni (Morini)         | Carlo Ubbiali (F.B Mondial)       | Leslie Graham (MV Agusta)         | Guido Sala (MV Agusta)                                    |
| 30.     | 1952 | Monza   | 250 cm³  | Enrico Lorenzetti (Moto Guzzi)   | Werner Haas (NSU)                 | Fergus Anderson (Moto Guzzi)      | Werner Haas (NSU) und Enrico Lorenzetti (Moto Guzzi)      |
| 30.     | 1952 | Monza   | 350 cm³  | Ray Amm (Norton)                 | Rod Coleman (A.J.S.)              | Robin Sherry (A.J.S.)             | Ray Amm (Norton)                                          |
| 30.     | 1952 | Monza   | 500 cm³  | Leslie Graham (MV Agusta)        | Umberto Masetti (Gilera)          | Ken Kavanagh (Norton)             | Leslie Graham (MV Agusta)                                 |
| 30.     | 1952 | Monza   | Gespanne | Oliver / Dobelli (Norton)        | Drion / Stoll-Laforge (Norton)    | Smith / Nutt (Norton)             | Merlo / Magri (Gilera)                                    |
|         |      |         |          |                                  |                                   |                                   |                                                           |
| 31.     | 1953 | Monza   | 125 cm³  | Werner Haas (NSU)                | Emilio Mendogni (Morini)          | Carlo Ubbiali (MV Agusta)         | Werner Haas (NSU)                                         |
| 31.     | 1953 | Monza   | 250 cm³  | Enrico Lorenzetti (Moto Guzzi)   | Werner Haas (NSU)                 | Alano Montanari (Moto Guzzi)      | Enrico Lorenzetti (Moto Guzzi)                            |
| 31.     | 1953 | Monza   | 350 cm³  | Enrico Lorenzetti (Moto Guzzi)   | Fergus Anderson (Moto Guzzi)      | Duilio Agostini (Moto Guzzi)      | Enrico Lorenzetti (Moto Guzzi)                            |
| 31.     | 1953 | Monza   | 500 cm³  | Geoff Duke (Gilera)              | Dickie Dale (Gilera)              | Libero Liberati (Gilera)          | Dickie Dale (Gilera)                                      |
| 31.     | 1953 | Monza   | Gespanne | Oliver / Dibben (Norton)         | Smith / Nutt (Norton)             | Drion / Stoll-Laforge (Norton)    | Oliver / Dibben (Norton) und Smith / Nutt (Norton)        |
|         |      |         |          |                                  |                                   |                                   |                                                           |
| 32.     | 1954 | Monza   | 125 cm³  | Guido Sala (MV Agusta)           | Tarquinio Provini (F.B Mondial)   | Carlo Ubbiali (MV Agusta)         | Carlo Ubbiali (MV Agusta)                                 |
| 32.     | 1954 | Monza   | 250 cm³  | Arthur Wheeler (Moto Guzzi)      | Romolo Ferri (Moto Guzzi)         | Kurt Knopf (NSU)                  | Arthur Wheeler (Moto Guzzi)                               |
| 32.     | 1954 | Monza   | 350 cm³  | Fergus Anderson (Moto Guzzi)     | Enrico Lorenzetti (Moto Guzzi)    | Ken Kavanagh (Moto Guzzi)         | Fergus Anderson (Moto Guzzi)                              |
| 32.     | 1954 | Monza   | 500 cm³  | Geoff Duke (Gilera)              | Umberto Masetti (Gilera)          | Carlo Bandirola (MV Agusta)       | Geoff Duke (Gilera)                                       |
| 32.     | 1954 | Monza   | Gespanne | Noll / Cron (BMW)                | Smith / Dibben (Norton)           | Faust / Remmert (BMW)             | Noll / Cron (BMW)                                         |
|         |      |         |          |                                  |                                   |                                   |                                                           |
| 33.     | 1955 | Monza   | 125 cm³  | Guido Sala (MV Agusta)           | Tarquinio Provini (F.B Mondial)   | Carlo Ubbiali (MV Agusta)         | Carlo Ubbiali (MV Agusta)                                 |
| 33.     | 1955 | Monza   | 250 cm³  | Arthur Wheeler (Moto Guzzi)      | Romolo Ferri (Moto Guzzi)         | Kurt Knopf (NSU)                  | Arthur Wheeler (Moto Guzzi)                               |
| 33.     | 1955 | Monza   | 350 cm³  | Dickie Dale (Moto Guzzi)         | Bill Lomas (Moto Guzzi)           | Ken Kavanagh (Moto Guzzi)         | Bill Lomas (Moto Guzzi)                                   |
| 33.     | 1955 | Monza   | 500 cm³  | Umberto Masetti (MV Agusta)      | Reg Armstrong (Gilera)            | Geoff Duke (Gilera)               | Geoff Duke (Gilera)                                       |
| 33.     | 1955 | Monza   | Gespanne | Noll / Cron (BMW)                | Schneider / Strauß (BMW)          | Drion / Stoll-Laforge (Norton)    | Milani / unbekannt (Gilera)                               |
|         |      |         |          |                                  |                                   |                                   |                                                           |
| 34.     | 1956 | Monza   | 125 cm³  | Carlo Ubbiali (MV Agusta)        | Tarquinio Provini (F.B Mondial)   | Renato Sartori (F.B Mondial)      | Tarquinio Provini (F.B Mondial)                           |
| 34.     | 1956 | Monza   | 250 cm³  | Carlo Ubbiali (MV Agusta)        | Enrico Lorenzetti (Moto Guzzi)    | Remo Venturi (Moto Guzzi)         | Carlo Ubbiali (MV Agusta)                                 |
| 34.     | 1956 | Monza   | 350 cm³  | Libero Liberati (Gilera)         | Dickie Dale (Moto Guzzi)          | Roberto Colombo (MV Agusta)       | Libero Liberati (Gilera)                                  |
| 34.     | 1956 | Monza   | 500 cm³  | Geoff Duke (Gilera)              | Libero Liberati (Gilera)          | Pierre Monneret (Gilera)          | Geoff Duke (Gilera) und Libero Liberati (Gilera)          |
| 34.     | 1956 | Monza   | Gespanne | Milani / Milani (Gilera)         | Harris / Campbell (Norton)        | Hillebrand / Grunwald (BMW)       | Milani / Milani (Gilera)                                  |
|         |      |         |          |                                  |                                   |                                   |                                                           |
| 35.     | 1957 | Monza   | 125 cm³  | Carlo Ubbiali (MV Agusta)        | Sammy Miller (F.B Mondial)        | Luigi Taveri (MV Agusta)          | Carlo Ubbiali (MV Agusta)                                 |
| 35.     | 1957 | Monza   | 250 cm³  | Tarquinio Provini (F.B Mondial)  | Remo Venturi (MV Agusta)          | Enrico Lorenzetti (Moto Guzzi)    | Tarquinio Provini (F.B Mondial)                           |
| 35.     | 1957 | Monza   | 350 cm³  | Bob McIntyre (Gilera)            | Giuseppe Colnago (Moto Guzzi)     | Libero Liberati (Gilera)          | Alano Montanari (Moto Guzzi)                              |
| 35.     | 1957 | Monza   | 500 cm³  | Libero Liberati (Gilera)         | Geoff Duke (Gilera)               | Alfredo Milani (Gilera)           | Libero Liberati (Gilera)                                  |
| 35.     | 1957 | Monza   | Gespanne | Milani / Milani (Gilera)         | Smith / Bliss (Norton)            | Camathias / Cecco (BMW)           | Milani / Milani (Gilera)                                  |
|         |      |         |          |                                  |                                   |                                   |                                                           |
| 36.     | 1958 | Monza   | 125 cm³  | Bruno Spaggiari (Ducati)         | Alberto Gandossi (Ducati)         | Francesco Villa (Ducati)          | Bruno Spaggiari (Ducati)                                  |
| 36.     | 1958 | Monza   | 250 cm³  | Emilio Mendogni (Morini)         | Giampiero Zubani (Morini)         | Carlo Ubbiali (MV Agusta)         | Giampiero Zubani (Morini)                                 |
| 36.     | 1958 | Monza   | 350 cm³  | John Surtees (MV Agusta)         | John Hartle (MV Agusta)           | Geoff Duke (Norton)               | John Surtees (MV Agusta)                                  |
| 36.     | 1958 | Monza   | 500 cm³  | John Surtees (MV Agusta)         | Remo Venturi (MV Agusta)          | Umberto Masetti (MV Agusta)       | John Surtees (MV Agusta)                                  |
|         |      |         |          |                                  |                                   |                                   |                                                           |
| 37.     | 1959 | Monza   | 125 cm³  | Ernst Degner (MZ)                | Carlo Ubbiali (MV Agusta)         | Luigi Taveri (Ducati)             | Carlo Ubbiali (MV Agusta)                                 |
| 37.     | 1959 | Monza   | 250 cm³  | Carlo Ubbiali (MV Agusta)        | Ernst Degner (MZ)                 | Emilio Mendogni (Morini)          | Carlo Ubbiali (MV Agusta)                                 |
| 37.     | 1959 | Monza   | 350 cm³  | John Surtees (MV Agusta)         | Remo Venturi (MV Agusta)          | Bob Brown (Norton)                | John Surtees (MV Agusta)                                  |
| 37.     | 1959 | Monza   | 500 cm³  | John Surtees (MV Agusta)         | Remo Venturi (MV Agusta)          | Geoff Duke (Norton)               | John Surtees (MV Agusta)                                  |
|         |      |         |          |                                  |                                   |                                   |                                                           |
| 38.     | 1960 | Monza   | 125 cm³  | Carlo Ubbiali (MV Agusta)        | Bruno Spaggiari (MV Agusta)       | Ernst Degner (MZ)                 | Bruno Spaggiari (MV Agusta)                               |
| 38.     | 1960 | Monza   | 250 cm³  | Carlo Ubbiali (MV Agusta)        | Jim Redman (Honda)                | Ernst Degner (MZ)                 | Carlo Ubbiali (MV Agusta)                                 |
| 38.     | 1960 | Monza   | 350 cm³  | Gary Hocking (MV Agusta)         | František Šťastný (Jawa)          | John Hartle (Norton)              | Gary Hocking (MV Agusta)                                  |
| 38.     | 1960 | Monza   | 500 cm³  | John Surtees (MV Agusta)         | Emilio Mendogni (MV Agusta)       | Mike Hailwood (Norton)            | John Surtees (MV Agusta)                                  |
|         |      |         |          |                                  |                                   |                                   |                                                           |
| 39.     | 1961 | Monza   | 125 cm³  | Ernst Degner (MZ)                | Teisuke Tanaka (Honda)            | Luigi Taveri (Honda)              | Tom Phillis (Honda)                                       |
| 39.     | 1961 | Monza   | 250 cm³  | Jim Redman (Honda)               | Mike Hailwood (Honda)             | Tom Phillis (Honda)               | Mike Hailwood (Honda)                                     |
| 39.     | 1961 | Monza   | 350 cm³  | Gary Hocking (MV Agusta)         | Mike Hailwood (MV Agusta)         | Gustav Havel (Jawa)               | Gary Hocking (MV Agusta)                                  |
| 39.     | 1961 | Monza   | 500 cm³  | Mike Hailwood (MV Agusta)        | Alistair King (Norton)            | Paddy Driver (Norton)             | Gary Hocking (MV Agusta)                                  |
|         |      |         |          |                                  |                                   |                                   |                                                           |
| 40.     | 1962 | Monza   | 50 cm³   | Hans Georg Anscheidt (Kreidler)  | Mitsuo Itō (Suzuki)               | Jan Huberts (Kreidler)            | Hans Georg Anscheidt (Kreidler)                           |
| 40.     | 1962 | Monza   | 125 cm³  | Teisuke Tanaka (Honda)           | Luigi Taveri (Honda)              | Tommy Robb (Honda)                | Luigi Taveri (Honda)                                      |
| 40.     | 1962 | Monza   | 250 cm³  | Jim Redman (Honda)               | Tarquinio Provini (Morini)        | Alberto Pagani (Aermacchi)        | Jim Redman (Honda)                                        |
| 40.     | 1962 | Monza   | 350 cm³  | Jim Redman (Honda)               | Tommy Robb (Honda)                | Silvio Grassetti (Bianchi)        | Jim Redman (Honda)                                        |
| 40.     | 1962 | Monza   | 500 cm³  | Mike Hailwood (MV Agusta)        | Remo Venturi (MV Agusta)          | Silvio Grassetti (Bianchi)        | Remo Venturi (MV Agusta)                                  |
|         |      |         |          |                                  |                                   |                                   |                                                           |
| 41.     | 1963 | Monza   | 125 cm³  | Luigi Taveri (Honda)             | Jim Redman (Honda)                | Kunimitsu Takahashi (Honda)       | Luigi Taveri (Honda) und Jim Redman (Honda)               |
| 41.     | 1963 | Monza   | 250 cm³  | Tarquinio Provini (Morini)       | Jim Redman (Honda)                | Luigi Taveri (Honda)              | Tarquinio Provini (Morini)                                |
| 41.     | 1963 | Monza   | 350 cm³  | Jim Redman (Honda)               | Alan Shepherd (MZ)                | Tommy Robb (Honda)                | Jim Redman (Honda)                                        |
| 41.     | 1963 | Monza   | 500 cm³  | Mike Hailwood (MV Agusta)        | Jack Findlay (McIntyre-Matchless) | Fred Stevens (Norton)             | Mike Hailwood (MV Agusta)                                 |
|         |      |         |          |                                  |                                   |                                   |                                                           |
| 42.     | 1964 | Monza   | 125 cm³  | Luigi Taveri (Honda)             | Hugh Anderson (Suzuki)            | Ernst Degner (Suzuki)             | Hugh Anderson (Suzuki)                                    |
| 42.     | 1964 | Monza   | 250 cm³  | Phil Read (Yamaha)               | Mike Duff (Yamaha)                | Jim Redman (Honda)                | Phil Read (Yamaha)                                        |
| 42.     | 1964 | Monza   | 350 cm³  | Jim Redman (Honda)               | Bruce Beale (Honda)               | Stanislav Malina (ČZ)             | Remo Venturi (Bianchi)                                    |
| 42.     | 1964 | Monza   | 500 cm³  | Mike Hailwood (MV Agusta)        | Benedicto Caldarella (Gilera)     | Jack Ahearn (Norton)              | Benedicto Caldarella (Gilera)                             |
|         |      |         |          |                                  |                                   |                                   |                                                           |
| 43.     | 1965 | Monza   | 125 cm³  | Hugh Anderson (Suzuki)           | Frank Perris (Suzuki)             | Derek Woodman (MZ)                | Hugh Anderson (Suzuki)                                    |
| 43.     | 1965 | Monza   | 250 cm³  | Tarquinio Provini (Benelli)      | Heinz Rosner (MZ)                 | Remo Venturi (Benelli)            | Tarquinio Provini (Benelli)                               |
| 43.     | 1965 | Monza   | 350 cm³  | Giacomo Agostini (MV Agusta)     | Silvio Grassetti (Bianchi)        | Tarquinio Provini (Benelli)       | Mike Hailwood (MV Agusta)                                 |
| 43.     | 1965 | Monza   | 500 cm³  | Mike Hailwood (MV Agusta)        | Giacomo Agostini (MV Agusta)      | František Šťastný (Jawa)          | Mike Hailwood (MV Agusta)                                 |
| 43.     | 1965 | Monza   | Gespanne | Scheidegger / Robinson (BMW)     | Auerbacher / Dein (BMW)           | Kölle / Marquardt (BMW)           | Scheidegger / Robinson (BMW)                              |
|         |      |         |          |                                  |                                   |                                   |                                                           |
| 44.     | 1966 | Monza   | 50 cm³   | Hans Georg Anscheidt (Suzuki)    | Ralph Bryans (Honda)              | Luigi Taveri (Honda)              | Hans Georg Anscheidt (Suzuki)                             |
| 44.     | 1966 | Monza   | 125 cm³  | Luigi Taveri (Honda)             | Ralph Bryans (Honda)              | Bill Ivy (Yamaha)                 | Luigi Taveri (Honda)                                      |
| 44.     | 1966 | Monza   | 250 cm³  | Mike Hailwood (Honda)            | Heinz Rosner (MZ)                 | Alberto Pagani (Aermacchi)        | Mike Hailwood (Honda)                                     |
| 44.     | 1966 | Monza   | 350 cm³  | Giacomo Agostini (MV Agusta)     | Renzo Pasolini (Aermacchi)        | Alberto Pagani (Aermacchi)        | Giacomo Agostini (MV Agusta)                              |
| 44.     | 1966 | Monza   | 500 cm³  | Giacomo Agostini (MV Agusta)     | Peter Williams (Matchless)        | Jack Findlay (McIntyre-Matchless) | Mike Hailwood (Honda)                                     |
|         |      |         |          |                                  |                                   |                                   |                                                           |
| 45.     | 1967 | Monza   | 125 cm³  | Bill Ivy (Yamaha)                | Hans Georg Anscheidt (Suzuki)     | László Szabó (MZ)                 | Bill Ivy (Yamaha)                                         |
| 45.     | 1967 | Monza   | 250 cm³  | Phil Read (Yamaha)               | Bill Ivy (Yamaha)                 | Ralph Bryans (Honda)              | Mike Hailwood (Honda)                                     |
| 45.     | 1967 | Monza   | 350 cm³  | Ralph Bryans (Honda)             | Silvio Grassetti (Benelli)        | Heinz Rosner (MZ)                 | Ralph Bryans (Honda)                                      |
| 45.     | 1967 | Monza   | 500 cm³  | Giacomo Agostini (MV Agusta)     | Mike Hailwood (Honda)             | Angelo Bergamonti (Paton)         | Mike Hailwood (Honda)                                     |
| 45.     | 1967 | Monza   | Gespanne | Auerbacher / Billie Nelson (BMW) | Luthringshauser / Hughes (BMW)    | Kölle / Schmid (BMW)              | Auerbacher / Billie Nelson (BMW)                          |
|         |      |         |          |                                  |                                   |                                   |                                                           |
| 46.     | 1968 | Monza   | 125 cm³  | Bill Ivy (Yamaha)                | Phil Read (Yamaha)                | Hans Georg Anscheidt (Suzuki)     | Bill Ivy (Yamaha)                                         |
| 46.     | 1968 | Monza   | 250 cm³  | Phil Read (Yamaha)               | Bill Ivy (Yamaha)                 | Santiago Herrero (OSSA)           | Phil Read (Yamaha)                                        |
| 46.     | 1968 | Monza   | 350 cm³  | Giacomo Agostini (MV Agusta)     | Renzo Pasolini (Benelli)          | Silvio Grassetti (Benelli)        | Giacomo Agostini (MV Agusta)                              |
| 46.     | 1968 | Monza   | 500 cm³  | Giacomo Agostini (MV Agusta)     | Renzo Pasolini (Benelli)          | Angelo Bergamonti (Paton)         | Giacomo Agostini (MV Agusta)                              |
| 46.     | 1968 | Monza   | Gespanne | annulliert                       | annulliert                        | annulliert                        | annulliert                                                |
|         |      |         |          |                                  |                                   |                                   |                                                           |
| 47.     | 1969 | Imola   | 50 cm³   | Paul Lodewijkx (Jamathi)         | Barry Smith (Derbi)               | Aalt Toersen (Kreidler)           | Ángel Nieto (Derbi)                                       |
| 47.     | 1969 | Imola   | 125 cm³  | Dave Simmonds (Kawasaki)         | László Szabó (MZ)                 | Francesco Villa (Villa)           | Dave Simmonds (Kawasaki)                                  |
| 47.     | 1969 | Imola   | 250 cm³  | Phil Read (Yamaha)               | Kel Carruthers (Benelli)          | Kent Andersson (Yamaha)           | Phil Read (Yamaha)                                        |
| 47.     | 1969 | Imola   | 350 cm³  | Phil Read (Yamaha)               | Silvio Grassetti (Benelli)        | Walter Scheimann (Yamaha)         | Phil Read (Yamaha)                                        |
| 47.     | 1969 | Imola   | 500 cm³  | Alberto Pagani (Linto)           | Gilberto Milani (Aermacchi)       | John Dodds (Linto)                | John Dodds (Linto)                                        |
|         |      |         |          |                                  |                                   |                                   |                                                           |
| 48.     | 1970 | Monza   | 50 cm³   | Jan de Vries (Kreidler)          | Rudolf Kunz (Kreidler)            | Ludwig Faßbender (Kreidler)       | Jan de Vries (Kreidler)                                   |
| 48.     | 1970 | Monza   | 125 cm³  | Ángel Nieto (Derbi)              | László Szabó (MZ)                 | Cees van Dongen (Yamaha)          | Gilberto Parlotti (Morbidelli)                            |
| 48.     | 1970 | Monza   | 250 cm³  | Rodney Gould (Yamaha)            | Kel Carruthers (Yamaha)           | Phil Read (Yamaha)                | Rodney Gould (Yamaha)                                     |
| 48.     | 1970 | Monza   | 350 cm³  | Giacomo Agostini (MV Agusta)     | Angelo Bergamonti (MV Agusta)     | Renzo Pasolini (Benelli)          | Giacomo Agostini (MV Agusta)                              |
| 48.     | 1970 | Monza   | 500 cm³  | Giacomo Agostini (MV Agusta)     | Angelo Bergamonti (MV Agusta)     | Silvano Bertarelli (Kawasaki)     | Renzo Pasolini (Benelli)                                  |
|         |      |         |          |                                  |                                   |                                   |                                                           |
| 49.     | 1971 | Monza   | 50 cm³   | Jan de Vries (Kreidler)          | Ángel Nieto (Derbi)               | Gilberto Parlotti (Derbi)         | Jan de Vries (Kreidler)                                   |
| 49.     | 1971 | Monza   | 125 cm³  | Gilberto Parlotti (Morbidelli)   | Ángel Nieto (Derbi)               | Barry Sheene (Suzuki)             | Gilberto Parlotti (Morbidelli)                            |
| 49.     | 1971 | Monza   | 250 cm³  | Gyula Marsovszky (Yamaha)        | John Dodds (Yamaha)               | Silvio Grassetti (MZ)             | John Dodds (Yamaha) und Gyula Marsovszky (Yamaha)         |
| 49.     | 1971 | Monza   | 350 cm³  | Jarno Saarinen (Yamaha)          | Silvio Grassetti (MZ)             | Barry Randle (Yamaha)             | Giacomo Agostini (MV Agusta)                              |
| 49.     | 1971 | Monza   | 500 cm³  | Alberto Pagani (MV Agusta)       | Giampiero Zubani (Kawasaki)       | Dave Simmonds (Kawasaki)          | Giacomo Agostini (MV Agusta)                              |
|         |      |         |          |                                  |                                   |                                   |                                                           |
| 50.     | 1972 | Imola   | 50 cm³   | Jan de Vries (Kreidler)          | Ángel Nieto (Derbi)               | Rudolf Kunz (Kreidler)            | Jan de Vries (Kreidler)                                   |
| 50.     | 1972 | Imola   | 125 cm³  | Ángel Nieto (Derbi)              | Chas Mortimer (Yamaha)            | Gilberto Parlotti (Morbidelli)    | Gilberto Parlotti (Morbidelli)                            |
| 50.     | 1972 | Imola   | 250 cm³  | Renzo Pasolini (Aermacchi)       | Jarno Saarinen (Yamaha)           | Rodney Gould (Yamaha)             | Renzo Pasolini (Aermacchi)                                |
| 50.     | 1972 | Imola   | 350 cm³  | Giacomo Agostini (MV Agusta)     | Renzo Pasolini (Aermacchi)        | Jarno Saarinen (Yamaha)           | Giacomo Agostini (MV Agusta)                              |
| 50.     | 1972 | Imola   | 500 cm³  | Giacomo Agostini (MV Agusta)     | Alberto Pagani (MV Agusta)        | Bruno Spaggiari (Ducati)          | Giacomo Agostini (MV Agusta)                              |

### Von 1973 bis 1990
| Auflage | Jahr | Strecke | Klasse   | Sieger                                 | Zweiter                              | Dritter                           | Pole-Position                            | Schn. Rennrunde                                 |
| ------- | ---- | ------- | -------- | -------------------------------------- | ------------------------------------ | --------------------------------- | ---------------------------------------- | ----------------------------------------------- |
| 51.     | 1973 | Monza   | 50 cm³   | Jan de Vries (Kreidler)                | Bruno Kneubühler (Kreidler)          | Gerhard Thurow (Kreidler)         | Jan de Vries (Kreidler)                  | Jan de Vries (Kreidler)                         |
| 51.     | 1973 | Monza   | 125 cm³  | Kent Andersson (Yamaha)                | Jos Schurgers (Bridgestone)          | Eugenio Lazzarini (Piovaticci)    | Kent Andersson (Yamaha)                  | Ángel Nieto (Morbidelli)                        |
| 51.     | 1973 | Monza   | 250 cm³  | annulliert                             | annulliert                           | annulliert                        | annulliert                               | annulliert                                      |
| 51.     | 1973 | Monza   | 350 cm³  | Giacomo Agostini (MV Agusta)           | Teuvo Länsivuori (Yamaha)            | Kent Andersson (Yamaha)           | Giacomo Agostini (MV Agusta)             | Renzo Pasolini (Harley-Davidson)                |
| 51.     | 1973 | Monza   | 500 cm³  | annulliert                             | annulliert                           | annulliert                        | annulliert                               | annulliert                                      |
|         |      |         |          |                                        |                                      |                                   |                                          |                                                 |
| 52.     | 1974 | Imola   | 50 cm³   | Jan de Vries (Kreidler)                | Jan Bruins (Jamathi)                 | Otello Buscherini (Malanca)       | Jan de Vries (Kreidler)                  | Jan de Vries (Kreidler)                         |
| 52.     | 1974 | Imola   | 125 cm³  | Ángel Nieto (Derbi)                    | Kent Andersson (Yamaha)              | Pier Paolo Bianchi (Minarelli)    | Otello Buscherini (Malanca)              | Ángel Nieto (Derbi)                             |
| 52.     | 1974 | Imola   | 250 cm³  | Walter Villa (Harley-Davidson)         | Bruno Kneubühler (Yamaha)            | Patrick Pons (Yamaha)             | Walter Villa (Harley-Davidson)           | Walter Villa (Harley-Davidson)                  |
| 52.     | 1974 | Imola   | 350 cm³  | Giacomo Agostini (Yamaha)              | Mario Lega (Yamaha)                  | Michel Rougerie (Harley-Davidson) | Teuvo Länsivuori (Yamaha)                | Giacomo Agostini (Yamaha)                       |
| 52.     | 1974 | Imola   | 500 cm³  | G. Bonera (MV Agusta)                  | Teuvo Länsivuori (Yamaha)            | Phil Read (MV Agusta)             | Giacomo Agostini (Yamaha)                | Giacomo Agostini (Yamaha)                       |
| 52.     | 1974 | Imola   | Gespanne | Enders / Engelhardt (Busch Spezial)    | Biland / Freiburghaus (CAT-Crescent) | Steinhausen / Scheurer (König)    | Schwärzel / Kleis (König)                | Schwärzel / Kleis (König)                       |
|         |      |         |          |                                        |                                      |                                   |                                          |                                                 |
| 53.     | 1975 | Imola   | 50 cm³   | Ángel Nieto (Kreidler)                 | Eugenio Lazzarini (Piovaticci)       | Stefan Dörflinger (Kreidler)      | Eugenio Lazzarini (Piovaticci)           | Eugenio Lazzarini (Piovaticci)                  |
| 53.     | 1975 | Imola   | 125 cm³  | Paolo Pileri (Morbidelli)              | Pier Paolo Bianchi (Morbidelli)      | Henk van Kessel (Bridgestone)     | Pier Paolo Bianchi (Morbidelli)          | Pier Paolo Bianchi (Morbidelli)                 |
| 53.     | 1975 | Imola   | 250 cm³  | Walter Villa (Harley-Davidson)         | Johnny Cecotto (Yamaha)              | Michel Rougerie (Harley-Davidson) | Walter Villa (Harley-Davidson)           | Walter Villa (Harley-Davidson)                  |
| 53.     | 1975 | Imola   | 350 cm³  | Johnny Cecotto (Yamaha)                | Giacomo Agostini (Yamaha)            | Patrick Pons (Yamaha)             | Hideo Kanaya (Yamaha)                    | Giacomo Agostini (Yamaha)                       |
| 53.     | 1975 | Imola   | 500 cm³  | Giacomo Agostini (Yamaha)              | Phil Read (MV Agusta)                | Hideo Kanaya (Yamaha)             | Giacomo Agostini (Yamaha)                | Giacomo Agostini (Yamaha)                       |
| 53.     | 1975 | Imola   | Gespanne | annulliert                             | annulliert                           | annulliert                        | annulliert                               | annulliert                                      |
|         |      |         |          |                                        |                                      |                                   |                                          |                                                 |
| 54.     | 1976 | Mugello | 50 cm³   | Ángel Nieto (Bultaco)                  | Eugenio Lazzarini (UFO)              | Rudolf Kunz (Kreidler)            | Ángel Nieto (Bultaco)                    | Ángel Nieto (Bultaco)                           |
| 54.     | 1976 | Mugello | 125 cm³  | Pier Paolo Bianchi (Morbidelli)        | Paolo Pileri (Morbidelli)            | Ángel Nieto (Bultaco)             | Pier Paolo Bianchi (Morbidelli)          | Otello Buscherini (Malanca)                     |
| 54.     | 1976 | Mugello | 250 cm³  | Walter Villa (Harley-Davidson)         | Takazumi Katayama (Yamaha)           | Pentti Korhonen (Yamaha)          | Walter Villa (Harley-Davidson)           | Walter Villa (Harley-Davidson)                  |
| 54.     | 1976 | Mugello | 350 cm³  | Johnny Cecotto (Yamaha)                | Franco Uncini (Yamaha)               | John Dodds (Yamaha)               | John Dodds (Yamaha)                      | Johnny Cecotto (Yamaha)                         |
| 54.     | 1976 | Mugello | 500 cm³  | Barry Sheene (Suzuki)                  | Phil Read (Suzuki)                   | Virginio Ferrari (Suzuki)         | Giacomo Agostini (Suzuki)                | Barry Sheene (Suzuki)                           |
|         |      |         |          |                                        |                                      |                                   |                                          |                                                 |
| 55.     | 1977 | Imola   | 50 cm³   | Eugenio Lazzarini (Kreidler)           | Ricardo Tormo (Bultaco)              | Ángel Nieto (Bultaco)             | Eugenio Lazzarini (Kreidler)             | Eugenio Lazzarini (Kreidler)                    |
| 55.     | 1977 | Imola   | 125 cm³  | Pier Paolo Bianchi (Morbidelli)        | Eugenio Lazzarini (Morbidelli)       | Maurizio Massimiani (Morbidelli)  | Pier Paolo Bianchi (Morbidelli)          | Pier Paolo Bianchi (Morbidelli)                 |
| 55.     | 1977 | Imola   | 250 cm³  | Franco Uncini (Bimota-Harley-Davidson) | Mario Lega (Morbidelli)              | Barry Ditchburn (Kawasaki)        | Franco Uncini (Bimota-Harley-Davidson)   | Franco Uncini (Bimota-Harley-Davidson)          |
| 55.     | 1977 | Imola   | 350 cm³  | Alan North (Yamaha)                    | Mario Lega (Morbidelli)              | Takazumi Katayama (Yamaha)        | Alan North (Yamaha)                      | Mario Lega (Morbidelli)                         |
| 55.     | 1977 | Imola   | 500 cm³  | Barry Sheene (Suzuki)                  | Virginio Ferrari (Suzuki)            | Armando Toracca (Suzuki)          | Barry Sheene (Suzuki)                    | Barry Sheene (Suzuki)                           |
|         |      |         |          |                                        |                                      |                                   |                                          |                                                 |
| 56.     | 1978 | Mugello | 50 cm³   | Ricardo Tormo (Bultaco)                | Patrick Plisson (ABF)                | Julien van Zeebroeck (Kreidler)   | Ricardo Tormo (Bultaco)                  | Stefan Dörflinger (Kreidler)                    |
| 56.     | 1978 | Mugello | 125 cm³  | Eugenio Lazzarini (MBA)                | Maurizio Massimiani (Morbidelli)     | Harald Bartol (Morbidelli)        | Eugenio Lazzarini (MBA)                  | Thierry Espié (Motobécane)                      |
| 56.     | 1978 | Mugello | 250 cm³  | Kork Ballington (Kawasaki)             | Gregg Hansford (Kawasaki)            | Franco Uncini (Yamaha)            | Kenny Roberts sr. (Yamaha)               | Kork Ballington (Kawasaki)                      |
| 56.     | 1978 | Mugello | 350 cm³  | Kork Ballington (Kawasaki)             | Gregg Hansford (Kawasaki)            | Takazumi Katayama (Yamaha)        | Franco Uncini (Yamaha)                   | Gregg Hansford (Kawasaki)                       |
| 56.     | 1978 | Mugello | 500 cm³  | Kenny Roberts sr. (Yamaha)             | Pat Hennen (Suzuki)                  | Marco Lucchinelli (Suzuki)        | Kenny Roberts sr. (Yamaha)               | Kenny Roberts sr. (Yamaha)                      |
| 56.     | 1978 | Mugello | Gespanne | Biland / Williams (BEO-Yamaha)         | Schwärzel / Huber (ARO-Fath)         | Monnin / Miserez (Seymaz-Yamaha)  | Michel / Collins (Seymaz-Yamaha)         | Biland / Williams (BEO-Yamaha)                  |
|         |      |         |          |                                        |                                      |                                   |                                          |                                                 |
| 57.     | 1979 | Imola   | 50 cm³   | Eugenio Lazzarini (Kreidler)           | Rolf Blatter (Kreidler)              | Peter Looijesteijn (Kreidler)     | Eugenio Lazzarini (Kreidler)             | Eugenio Lazzarini (Kreidler)                    |
| 57.     | 1979 | Imola   | 125 cm³  | Ángel Nieto (Minarelli)                | Thierry Espié (Motobécane)           | Maurizio Massimiani (MBA)         | Ángel Nieto (Minarelli)                  | Thierry Espié (Motobécane)                      |
| 57.     | 1979 | Imola   | 250 cm³  | Kork Ballington (Kawasaki)             | Randy Mamola (Adriatica)             | Barry Ditchburn (Kawasaki)        | Kork Ballington (Kawasaki)               | Kork Ballington (Kawasaki)                      |
| 57.     | 1979 | Imola   | 350 cm³  | Gregg Hansford (Kawasaki)              | Sadao Asami (Yamaha)                 | Patrick Fernandez (Yamaha)        | Kork Ballington (Kawasaki)               | Kork Ballington (Kawasaki)                      |
| 57.     | 1979 | Imola   | 500 cm³  | Kenny Roberts sr. (Yamaha)             | Virginio Ferrari (Suzuki)            | Tom Herron (Suzuki)               | Barry Sheene (Suzuki)                    | Kenny Roberts sr. (Yamaha)                      |
|         |      |         |          |                                        |                                      |                                   |                                          |                                                 |
| 58.     | 1980 | Misano  | 50 cm³   | Eugenio Lazzarini (Iprem)              | Theo Timmer (Bultaco)                | Hans-Jürgen Hummel (Kreidler)     | Eugenio Lazzarini (Iprem)                | Stefan Dörflinger (Kreidler)                    |
| 58.     | 1980 | Misano  | 125 cm³  | Pier Paolo Bianchi (MBA)               | Guy Bertin (Motobécane)              | Bruno Kneubühler (MBA)            | Pier Paolo Bianchi (MBA)                 | Pier Paolo Bianchi (MBA)                        |
| 58.     | 1980 | Misano  | 250 cm³  | Toni Mang (Krauser)                    | J.-F. Baldé (Kawasaki)               | Pierluigi Conforti (Yamaha)       | Toni Mang (Krauser)                      | Kork Ballington (Kawasaki)                      |
| 58.     | 1980 | Misano  | 350 cm³  | Johnny Cecotto (Yamaha)                | Massimo Matteoni (Bimota-Yamaha)     | Walter Villa (Adriatica-Yamaha)   | Johnny Cecotto (Yamaha)                  | Carlos Lavado (Yamaha)                          |
| 58.     | 1980 | Misano  | 500 cm³  | Kenny Roberts sr. (Yamaha)             | Franco Uncini (Suzuki)               | Graziano Rossi (Suzuki)           | Marco Lucchinelli (Suzuki)               | Kenny Roberts sr. (Yamaha)                      |
|         |      |         |          |                                        |                                      |                                   |                                          |                                                 |
| 59.     | 1981 | Monza   | 50 cm³   | Ricardo Tormo (Bultaco)                | Stefan Dörflinger (Kreidler)         | Hagen Klein (Kreidler)            | Stefan Dörflinger (Kreidler)             | Ricardo Tormo (Bultaco)                         |
| 59.     | 1981 | Monza   | 125 cm³  | Guy Bertin (Sanvenero)                 | Loris Reggiani (Minarelli)           | Jacques Bolle (Motobécane)        | Pier Paolo Bianchi (MBA)                 | Guy Bertin (Sanvenero)                          |
| 59.     | 1981 | Monza   | 250 cm³  | Eric Saul (Chevallier-Yamaha)          | Maurizio Massimiani (Ad Majora)      | Toni Mang (Kawasaki)              | Toni Mang (Kawasaki)                     | Toni Mang (Kawasaki)                            |
| 59.     | 1981 | Monza   | 350 cm³  | Jon Ekerold (Bimota-Yamaha)            | Toni Mang (Kawasaki)                 | Massimo Matteoni (Bimota-Yamaha)  | Toni Mang (Kawasaki)                     | Jon Ekerold (Bimota-Yamaha)                     |
| 59.     | 1981 | Monza   | 500 cm³  | Kenny Roberts sr. (Yamaha)             | Graeme Crosby (Suzuki)               | Barry Sheene (Yamaha)             | Marco Lucchinelli (Suzuki)               | Kenny Roberts sr. (Yamaha)                      |
|         |      |         |          |                                        |                                      |                                   |                                          |                                                 |
| 60.     | 1982 | Misano  | 50 cm³   | Stefan Dörflinger (Kreidler)           | Ricardo Tormo (Bultaco)              | Claudio Lusuardi (Villa)          | Stefan Dörflinger (Kreidler)             | Stefan Dörflinger (Kreidler)                    |
| 60.     | 1982 | Misano  | 125 cm³  | Ángel Nieto (Garelli)                  | Pier Paolo Bianchi (Sanvenero)       | Iván Palazzese (MBA)              | Pier Paolo Bianchi (Sanvenero)           | Pier Paolo Bianchi (Sanvenero)                  |
| 60.     | 1982 | Misano  | 250 cm³  | Toni Mang (Kawasaki)                   | Roland Freymond (MBA)                | Jean-Louis Tournadre (Yamaha)     | Massimo Matteoni (Bimota-Yamaha)         | Toni Mang (Kawasaki)                            |
| 60.     | 1982 | Misano  | 350 cm³  | Didier de Radiguès (Chevallier-Yamaha) | Carlos Lavado (Yamaha)               | Massimo Matteoni (Bimota-Yamaha)  | Didier de Radiguès (Chevallier-Yamaha)   | Carlos Lavado (Yamaha)                          |
| 60.     | 1982 | Misano  | 500 cm³  | Franco Uncini (Suzuki)                 | Freddie Spencer (Honda)              | Graeme Crosby (Yamaha)            | Franco Uncini (Suzuki)                   | Freddie Spencer (Honda)                         |
|         |      |         |          |                                        |                                      |                                   |                                          |                                                 |
| 61.     | 1983 | Monza   | 50 cm³   | Eugenio Lazzarini (Garelli)            | Claudio Lusuardi (Villa)             | George Looijesteijn (Kreidler)    | Eugenio Lazzarini (Garelli)              | Eugenio Lazzarini (Garelli)                     |
| 61.     | 1983 | Monza   | 125 cm³  | Ángel Nieto (Garelli)                  | Eugenio Lazzarini (Garelli)          | Ezio Gianola (MBA)                | Ángel Nieto (Garelli)                    | Ángel Nieto (Garelli)                           |
| 61.     | 1983 | Monza   | 250 cm³  | Carlos Lavado (Yamaha)                 | Thierry Espié (Chevallier-Yamaha)    | Manfred Herweh (Real-Rotax)       | Patrick Fernandez (Bartol)               | Iván Palazzese (Yamaha)                         |
| 61.     | 1983 | Monza   | 500 cm³  | Freddie Spencer (Honda)                | Randy Mamola (Suzuki)                | Eddie Lawson (Yamaha)             | Kenny Roberts sr. (Yamaha)               | Kenny Roberts sr. (Yamaha)                      |
|         |      |         |          |                                        |                                      |                                   |                                          |                                                 |
| 62.     | 1984 | Misano  | 80 cm³   | Pier Paolo Bianchi (HuVo-Casal)        | Stefan Dörflinger (Zündapp)          | Hubert Abold (Zündapp)            | Ricardo Tormo (Derbi)                    | Pier Paolo Bianchi (HuVo-Casal)                 |
| 62.     | 1984 | Misano  | 125 cm³  | Ángel Nieto (Garelli)                  | Maurizio Vitali (MBA)                | Eugenio Lazzarini (Garelli)       | Maurizio Vitali (MBA)                    | Ángel Nieto (Garelli)                           |
| 62.     | 1984 | Misano  | 250 cm³  | Fausto Ricci (Yamaha)                  | Martin Wimmer (Yamaha)               | Wayne Rainey (Yamaha)             | Jean-Michel Mattioli (Chevallier-Yamaha) | Wayne Rainey (Yamaha)                           |
| 62.     | 1984 | Misano  | 500 cm³  | Freddie Spencer (Honda)                | Eddie Lawson (Yamaha)                | Raymond Roche (Honda)             | Freddie Spencer (Honda)                  | Freddie Spencer (Honda)                         |
|         |      |         |          |                                        |                                      |                                   |                                          |                                                 |
| 63.     | 1985 | Mugello | 80 cm³   | Jorge Martínez (Derbi)                 | Manuel Herreros (Derbi)              | Stefan Dörflinger (Krauser)       | Stefan Dörflinger (Krauser)              | Jorge Martínez (Derbi)                          |
| 63.     | 1985 | Mugello | 125 cm³  | Pier Paolo Bianchi (MBA)               | Ezio Gianola (Garelli)               | Lucio Pietroniro (MBA)            | August Auinger (MBA)                     | Luca Cadalora (MBA)                             |
| 63.     | 1985 | Mugello | 250 cm³  | Freddie Spencer (Honda)                | Carlos Lavado (Yamaha)               | Fausto Ricci (Honda)              | Martin Wimmer (Yamaha)                   | Freddie Spencer (Honda)                         |
| 63.     | 1985 | Mugello | 500 cm³  | Freddie Spencer (Honda)                | Eddie Lawson (Yamaha)                | Wayne Gardner (Honda)             | Freddie Spencer (Honda)                  | Freddie Spencer (Honda)                         |
|         |      |         |          |                                        |                                      |                                   |                                          |                                                 |
| 64.     | 1986 | Monza   | 80 cm³   | Stefan Dörflinger (Krauser)            | Jorge Martínez (Derbi)               | Manuel Herreros (Derbi)           | Stefan Dörflinger (Krauser)              | Ian McConnachie (Krauser)                       |
| 64.     | 1986 | Monza   | 125 cm³  | Fausto Gresini (Garelli)               | Ángel Nieto (Ducados-MBA)            | August Auinger (MBA)              | Fausto Gresini (Garelli)                 | Fausto Gresini (Garelli)                        |
| 64.     | 1986 | Monza   | 250 cm³  | Toni Mang (Honda)                      | Carlos Lavado (Yamaha)               | Jean-François Baldé (Honda)       | Martin Wimmer (Yamaha)                   | Sito Pons (Honda)                               |
| 64.     | 1986 | Monza   | 500 cm³  | Eddie Lawson (Yamaha)                  | Randy Mamola (Yamaha)                | Mike Baldwin (Yamaha)             | Eddie Lawson (Yamaha)                    | Mike Baldwin (Yamaha)                           |
|         |      |         |          |                                        |                                      |                                   |                                          |                                                 |
| 65.     | 1987 | Monza   | 80 cm³   | Jorge Martínez (Derbi)                 | Manuel Herreros (Derbi)              | Stefan Dörflinger (Krauser)       | Jorge Martínez (Derbi)                   | Jorge Martínez (Derbi)                          |
| 65.     | 1987 | Monza   | 125 cm³  | Fausto Gresini (Garelli)               | Bruno Casanova (Garelli)             | August Auinger (MBA)              | Bruno Casanova (Garelli)                 | Bruno Casanova (Garelli)                        |
| 65.     | 1987 | Monza   | 250 cm³  | Toni Mang (Honda)                      | Reinhold Roth (Honda)                | Dominique Sarron (Honda)          | Loris Reggiani (Aprilia-Rotax)           | Dominique Sarron (Honda)                        |
| 65.     | 1987 | Monza   | 500 cm³  | Wayne Gardner (Honda)                  | Eddie Lawson (Yamaha)                | Christian Sarron (Yamaha)         | Wayne Gardner (Honda)                    | Wayne Gardner (Honda)                           |
|         |      |         |          |                                        |                                      |                                   |                                          |                                                 |
| 66.     | 1988 | Imola   | 80 cm³   | Jorge Martínez (Derbi)                 | Stefan Dörflinger (Krauser)          | Manuel Herreros (Derbi)           | Jorge Martínez (Derbi)                   | Jorge Martínez (Derbi)                          |
| 66.     | 1988 | Imola   | 125 cm³  | Jorge Martínez (Derbi)                 | Manuel Herreros (Derbi)              | Ezio Gianola (Honda)              | Jorge Martínez (Derbi)                   | Jorge Martínez (Derbi)                          |
| 66.     | 1988 | Imola   | 250 cm³  | Dominique Sarron (Honda)               | Sito Pons (Honda)                    | Joan Garriga (Yamaha)             | Dominique Sarron (Honda)                 | Dominique Sarron (Honda)                        |
| 66.     | 1988 | Imola   | 500 cm³  | Eddie Lawson (Yamaha)                  | Wayne Gardner (Honda)                | Wayne Rainey (Yamaha)             | Wayne Gardner (Honda)                    | Eddie Lawson (Yamaha) und Wayne Gardner (Honda) |
|         |      |         |          |                                        |                                      |                                   |                                          |                                                 |
| 67.     | 1989 | Misano  | 80 cm³   | Jorge Martínez (Derbi)                 | Gabriele Gnani (Gnani)               | Herri Torrontegui (Krauser)       | Stefan Dörflinger (Krauser)              | Peter Öttl (Krauser)                            |
| 67.     | 1989 | Misano  | 125 cm³  | Ezio Gianola (Honda)                   | Hans Spaan (Honda)                   | Fausto Gresini (Aprilia)          | Hans Spaan (Honda)                       | Àlex Crivillé (JJ Cobas-Rotax)                  |
| 67.     | 1989 | Misano  | 250 cm³  | Sito Pons (Honda)                      | J.-P. Ruggia (Yamaha)                | Jacques Cornu (Honda)             | Luca Cadalora (Yamaha)                   | Joan Garriga (Yamaha)                           |
| 67.     | 1989 | Misano  | 500 cm³  | Pierfrancesco Chili (Honda)            | Simon Buckmaster (Honda)             | Michael Rudroff (Honda)           | Kevin Schwantz (Suzuki)                  | Eddie Lawson (Honda)                            |
|         |      |         |          |                                        |                                      |                                   |                                          |                                                 |
| 68.     | 1990 | Misano  | 125 cm³  | Jorge Martínez (JJ Cobas-Rotax)        | Dirk Raudies (Honda)                 | Loris Capirossi (Honda)           | Jorge Martínez (JJ Cobas-Rotax)          | Stefan Prein (Honda)                            |
| 68.     | 1990 | Misano  | 250 cm³  | John Kocinski (Yamaha)                 | Helmut Bradl (Honda)                 | Wilco Zeelenberg (Honda)          | John Kocinski (Yamaha)                   | John Kocinski (Yamaha)                          |
| 68.     | 1990 | Misano  | 500 cm³  | Wayne Rainey (Yamaha)                  | Kevin Schwantz (Suzuki)              | Mick Doohan (Honda)               | Wayne Rainey (Yamaha)                    | Wayne Rainey (Yamaha)                           |
| 68.     | 1990 | Misano  | Gespanne | Biland / Waltisperg (LCR-Krauser)      | Webster / Simmons (LCR-Krauser)      | Streuer / de Haas (LCR-Yamaha)    | Michel / Birchall (LCR-Krauser)          | Biland / Waltisperg (LCR-Krauser)               |

### Liste der tödlich verunglückten Rennfahrer
| Fahrer              | Unfalldatum        | Klasse  |
| ------------------- | ------------------ | ------- |
| Luigi Galli         | 11. September 1926 | 250 cm³ |
| Rupert Hollaus      | 11. September 1954 | 125 cm³ |
| Gianni Degli Antoni | 7. August 1956     | 125 cm³ |
| Adolfo Covi         | 6. September 1959  | 500 cm³ |
| Otello Buscherini   | 16. Mai 1972       | 250 cm³ |
| Renzo Pasolini      | 20. Mai 1973       | 250 cm³ |
| Jarno Saarinen      | 20. Mai 1973       | 250 cm³ |
| Paolo Tordi         | 16. Mai 1976       | 350 cm³ |

## Verweise